# Calliandra tumbeziana
Calliandra tumbeziana é uma espécie de legume da família Leguminosae.
Apenas pode ser encontrada no Peru.